# Bracia Seidenbeutlowie
Efraim i Menasze Seidenbeutel, także Zajdenbajtel (jid. אפרים און מנשה זיידענבייטעל; ur. 7 czerwca 1902 w Warszawie, zm. w kwietniu 1945 w KL Flossenbürg) – bracia bliźniacy, polscy malarze żydowskiego pochodzenia, związani z Bractwem Św. Łukasza i Szkołą Warszawską. Ich starszym bratem był Józef Seidenbeutel.

## Życiorysy
Urodzili się w Warszawie w ubogiej żydowskiej rodzinie. W świadectwie urodzenia ich nazwisko zapisano jako Zajdenbajtel, której to wersji niekiedy jeszcze używali, ale z czasem podpisywali się wyłącznie znaną dziś formą nazwiska. Ich ojciec, Abram był buchalterem, handlującym tekstyliami. Był żonaty ze Szpryncą z domu Berliner (1866 – 11 lutego 1925), z którą miał ośmioro dzieci: Motla, Belę, Józefa, Felę, Hirsza, Efraima i Menaszego oraz Czesię.
Bracia Hirsz i Józef również byli uzdolnieni artystycznie. Pierwszym nauczycielem Efraima i Menasze był właśnie starszy brat Józef, przedwcześnie zmarły na gruźlicę w 1923 roku. Młodszy Hirsz był rysownikiem i rzeźbiarzem, który wyemigrował w 1926 do Argentyny, gdzie zmarł w 1950.
Ukończyli cztery klasy szkoły średniej. Menasze od 1920, a Efraim od 1916 pracowali w charakterze pracowników biurowych. W latach 20. mieszkali pod adresem Pawia 26. Od 1921 studiowali malarstwo w Miejskiej Szkole Sztuk Zdobniczych u Miłosza Kotarbińskiego. Debiutowali w 1922 na IV Wystawie Obrazów i Rzeźb zorganizowanej przez Gminę Żydowską płaskorzeźbą Portret An-skiego. Jesienią 1923 Menasze został przyjęty do Akademii Sztuk Pięknych w Warszawie na studia malarstwa i rysunku, od 1924 na liście studentów figurował także Efraim (zob. dalej). Ich nauczycielami byli: Tadeusz Pruszkowski, Władysław Skoczylas i Wojciech Jastrzębowski.
Tworzyli często wspólnie, malując kompozycje figuralne, portrety i pejzaże; podpisywali się wtedy tylko nazwiskiem. W 1931 albo 1932 wyjechali na półroczne studia zagraniczne do Francji, Niemiec i Belgii. Udzielali się malarsko i towarzysko w kręgu artystów warszawskich i lwowskich. Mieli kontakty z lwowskimi formacjami artystycznymi Artes i Ster, od 1930 w elitarnym ugrupowaniu Szkoła Warszawska, należeli także (1934) do Zrzeszenia Żydowskich Artystów Malarzy i Rzeźbiarzy. Wyjeżdżali na plenery do Kazimierza, Krakowa, Helu, Skoczowa, Drohobycza i Borysławia. Prezentowali swoje prace na wystawach zagranicznych, w Edynburgu (1932), Moskwie (Galeria Tretiakowska, 1933), Nowym Jorku (College Art Association, 1933), Brukseli (1935), Rydze (1934), Londynie (1939), Wenecji (XIX Biennale, 1934), w Szwecji, Estonii i Finlandii. Pierwszą wystawę indywidualną mieli w 1935 roku w Warszawie. Ich prace pokazywano w Krakowie, Lwowie, Poznaniu i Łodzi. Wystawiali w salonach Instytutu Propagandy Sztuki, także razem z Blokiem Zawodowych Artystów Plastyków.
Przez pewien czas w okresie międzywojennym pracownię malarską posiadali w Żydowskim Domu Akademickim w Warszawie przy ul. J. Sierakowskiego 7.
W 1937 wyjechali na plener na Śląsku Cieszyńskim. Późną wiosnę 1938 byli w Drohobyczu. W grudniu tego roku Seidenbeutlowie i kilku innych artystów (Witkiewicz, Bartoszek, Hiszpańska, Kulisiewicz) ofiarowali swoje prace funduszowi pomocy ofiarom prześladowań antysemickich w Niemczech. W 1939 przebywali we Lwowie, gdzie ukrywali się u znajomej malarki Marii Obrębskiej-Stieber. W 1940 przypuszczalnie w Moskwie. Następnie znaleźli się w getcie białostockim, tam pracowali w Wojskowym Domu Sztuki. Istnieje przypuszczenie, że znaleźli się w grupie malarzy, kopiujących z reprodukcji dzieła dawnych mistrzów, zorganizowanej przez niejakiego Oskara Steffensa. Z getta w listopadzie 1943 zostali deportowani do KL Stutthof (numer obozowy Efraima 26727, Menasze 26726). Zamordowani przez strażników w obozie koncentracyjnym we Flossenbürgu dzień przed wyzwoleniem obozu. Świadkiem ich śmierci był Izaak Celnikier. W Instytucie Jad Waszem oprócz świadectwa Celnikiera znajduje się jeszcze świadectwo krewnej, Haliny Aszkenazy-Engelhardt. Żaden z bliźniaków nie założył rodziny.
Prace Seidenbeutlów znajdują się w zbiorach Żydowskiego Instytutu Historycznego, Muzeum Sztuki w Łodzi, Muzeum Narodowego w Warszawie, Muzeum Warszawskiej ASP, Muzeum Narodowym w Szczecinie, Muzeum w Ein Harod, Ermitażu i w zbiorach prywatnych.

## Wspomnienia o braciach

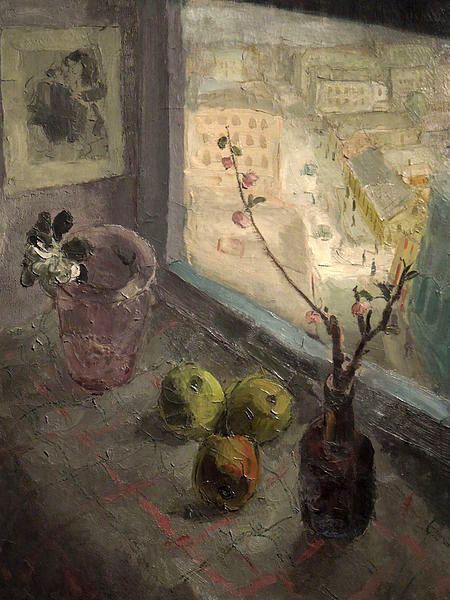
Efraim i Menasze Seidenbeutlowie Widok z okna

Seidenbeutlowie byli bardzo podobni fizycznie, podobnie się czesali i ubierali. Powodowało to wiele zabawnych sytuacji, po części aranżowanych przez samych braci, zaś po części przypadkowych. Krążyły liczne anegdoty na ten temat, niektóre zapewne apokryficzne. Według jednej z nich, braci nie było stać na opłacenie dwóch czesnych za studia na ASP i chodzili na zajęcia na zmianę co drugi dzień, zapisani jako jedna osoba. Gdy po pewnym czasie przez przypadek sprawa się wydała, rektor i Bratniak zdecydowali, że bracia zostaną na studiach i będą płacić jedno czesne. Podczas studiów podobno zdawali za siebie egzaminy. W trakcie malowania portretu jeden z bliźniaków potrafił przerwać pracę i oznajmić, że „do nosa przyjdzie brat”. Przyjaciele wołali na nich „Sasze i Menasze”.
Jedna z częściej cytowanych anegdot opowiedziana przez Tadeusza Wittlina:

„W ich nierozdzielnym życiu wyjątek stanowi wyprawa do fryzjera. Tajemnica polega na tym, że po wybraniu upatrzonej fryzury najpierw wchodzi jeden, i, siedząc na fotelu, każe się ostrzyc, po czym zagłębia się w lekturze jakiegoś ilustrowanego czasopisma. Kiedy zostaje wspaniale ufryzowany z brylantyną i wodą kolońską, płaci, zostawia napiwek i wychodzi. Nie mija jednak dziesięć minut, gdy oburzony wpada z piekielną awanturą. Że gdy siedział zaczytany, fryzjer jedynie go przyczesał, lecz wcale nie ostrzygł. I za to bierze się pieniądze? Czy tak postępuje solidna firma? Przerażony właściciel golarni przeprasza i prosi, by łaskawy klient ponownie zajął fotel przed lustrem, a wszystko się naprawi. W ten sposób bracia Seidenbeutel strzygą się za pół ceny, a przy tym jest emocja i mnóstwo zabawy”.

Ubierali się tak samo, dość charakterystycznie. Ich ulubionym strojem miała być „niebieska marynarka, biała koszula, karmazynowy krawat z grubym węzłem, szare flanelowe spodnie jak okrągłe rury, nigdy nie czyszczone brązowe półbuty i popielaty kapelusz”. Efraim i Menasze wykorzystywali swoje podobieństwo w kabaretach na corocznym Balu Artystów w Kazimierzu. O Seidenbeutlach pisali także Antoni Uniechowski, Włodzimierz Bartoszewicz, Jan Zamoyski, Leopold Infeld (bracia byli częstymi gośćmi w salonie jego siostry Bronisławy Infeld w Krakowie), Hanna Mortkowicz-Olczakowa, Felicja Lilpop-Krance, Monika Żeromska. O braciach są wzmianki w zachowanej korespondencji Brunona Schulza.
W 2002 ukazała się książka Joanny Pollakówny Byli bracia malarze...: o życiu i malowaniu braci Efraima i Menasze Seidenbeutlów.

## Twórczość

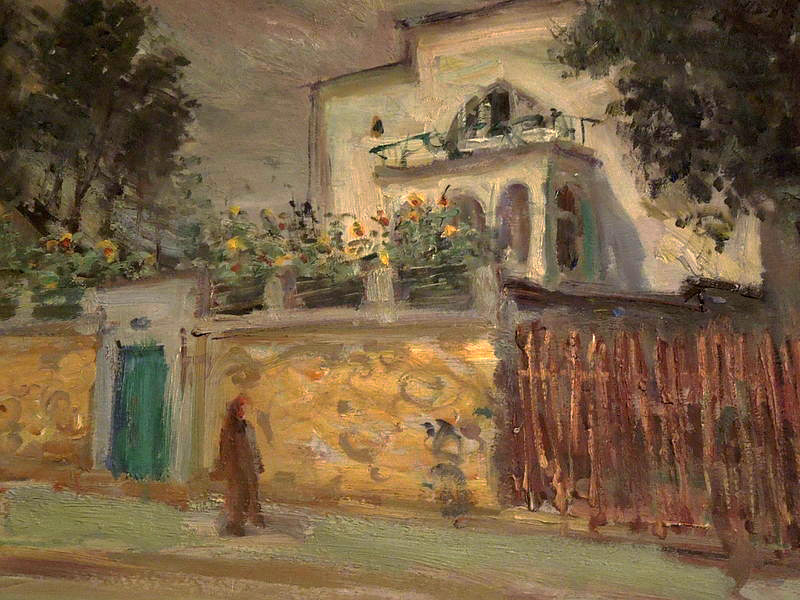
Efraim i Menasze Seidenbeutlowie – Willa w ogrodzie

Twórczość braci zazwyczaj omawia się łącznie, ponieważ w późniejszym okresie twórczości (od 1933) tworzyli niemal wyłącznie wspólnie, a ich indywidualne prace również są utrzymane w niemal identycznym stylu. Zwracano uwagę, że tak samo postrzegali motyw malarski, w podobny sposób prowadzili pędzel i nie różnili się wrażliwością kolorystyczną. Niektórzy oceniają obrazy Menasze jako bardziej ekspresyjne, bardziej akcentował znaczenie konturu i linii i był silniejszą osobowością artystyczną; natomiast styl Efraima określa się jako spokojniejszy i chłodniejszy. Wspólny styl Seidenbeutlów określa się jako swobodny, lekki, obdarzony dużym wyczuciem kolorytu. Paleta barw jest bogata, ale wyciszona. Najchętniej stosowali przytłumione róże, fiolety, zielenie, żółcienie. Początkowo stosowali technikę i paletę postimpresjonistyczne, później stosowali płynne i szerokie płaszczyzny barwne. Tematyka obrazów obejmowała pejzaże, sceny rodzajowe, martwe natury, portrety. W wielu dziełach dopatrywano się inspiracji sztuką japońską, zwłaszcza w postrzeganiu przestrzeni obrazu z góry i stosowaniu intensywnych kolorystycznie deseni. W Martwej naturze z japońskimi grafikami (1930) widać drzeworyty Utamaro Kitagawy i Kunisady Utagawy.
Twórczość Seidenbeutlów była i jest wysoko ceniona; warsztat techniczny braci opisywany jest jako doskonały. Pozytywne recenzje pisali m.in. Wacław Husarski, Konrad Winkler, Michał Weinzieher. Krytyczniej o obrazach Seidenbeutlów wypowiadał się m.in. programowo niechętny Szkole Warszawskiej Tytus Czyżewski; w recenzji wystawy w IPS w 1939 pisał, że „bracia Seidenbeutel zdobywają się na pewną ‘miękkość kolorystyczną’, ale ich prace są konwencjonalne i ‘łatwe’, gdyż brak im głębszego zrozumienia 'malowanej natury'”.
Obecne zainteresowanie ich twórczością bierze się także z niecodziennej, wspólnej metody twórczej, określanej jako „fenomen z zakresu psychologii twórczości”.
Dzieła wspólne(podpisane tylko nazwiskiem lub obydwoma imionami)
- Portret An-skiego (1921), płaskorzeźba
- Widok z okna (1930) olej na płótnie, 88×76[35][36][37]
- Martwa natura z kwiatami olej na sklejce 69,5×60,8[38][39][6]
- Droga do wioski (ok. 1938)[40]
- Studium kobiety z kwiatami (ok. 1930) olej na sklejce, 72,5×61[6][41]
- Bukiet kwiatów w wazonie (ok. 1930), olej na płótnie, 80,5×69,5[38][42]
- Wioska olej na płótnie 64,8×79,5[6]
- Dziewczyna z gołąbkiem olej na płótnie, 73,2×59,7[43][44]
- Dziewczyna z koszem owoców[29]
- Widok na farę w Kazimierzu olej na sklejce 47×33[38][45][6]
- Mury Kazimierskie olej na tekturze, 39×22[38][6]
- Martwa natura (ok. 1930) olej na płótnie, 80,5×71[46][6]
- Martwa natura 70×49[38][47]
- Ulica Krakowska
- Pejzaż z domami
- Siostry (1935)[48]
- Młoda kobieta z kwiatami[49]
- Zamyślona[50]
- Kobieta w szalu[49]
- Dwie dziewczyny z owocami[29]
- Dwie dziewczynki[29]
- Postaci w pejzażu (ok. 1930), olej na płótnie[51]
- Portret mężczyzny w okularach, olej na tekturze, 36,5×32,5[38][52]
- Ulice miasta/ Widok miasta (na odwrocie), olej na desce, 50×61[38][53]
- Motyw z Helu (ok. 1935), 60×71,5, olej na desce[46][54]
- Przedmieście fabryczne (1937), olej na sklejce, 61×70[55][56],
- Uliczka w Skoczowie
- Przydrożna topola (ok. 1938), 64,5×89,6[43][57]
- Motyw ze Śląska Cieszyńskiego (1937), olej na płótnie, 60×73,5[43][3][58]
- Widok z portu (ok. 1931), 42×45, olej na desce[38][59]
- Motyw z zagłębia naftowego (1938)
- Koncert[60]
- Zmrok
- Dzieci[61]
- Gołębiarz
- Rowerzyści (1934)
- Matka z dzieckiem
- Dziewczyna z gołębiem, olej na płótnie, 80,5×65,8[43][62]
- Przedmieścia Krakowa (1934), olej na sklejce, 61×75[43][63]
- Portret Moniki Żeromskiej (1935)[48]
- Martwa natura ze skrzypcami[60]
- Barka na Wiśle (ok. 1930), w zbiorach Muzeum w Ein Harod[3]
- Martwa natura z fajką (1930)
- Przy kuźni (1936)
- Przy pracy (1936)
- Ulica w miasteczku z dorożką i stołem przed domem/ Kobieta z owocami na paterze[64][65]
- Willa w ogrodzie olej na sklejce, 44×48[35][66]
- Widok z tarasu (ok. 1935), 60×70[38]
- Żółte róże (1932) olej na płótnie, 83×73[35][6]
- Portret dziewczynki z kwiatami 87×62,5[46]link. webart.omikron.com.pl. [zarchiwizowane z tego adresu (2006-05-21)].
- Martwa natura (na obrusie w kratę), olej na płótnie, 73×93[43][67]
- Miejska uliczka olej na płótnie, 78×70[38][68]
- Widok miasta, olej na tekturze, 27×44,5[38]
- Pejzaż wiejski (ok. 1930) olej na płótnie, 64,5×72[43][69]
- Pejzaż małomiasteczkowy z kościołem w tle (ok. 1933-35), olej na dykcie, 62×70[43][70]
- Martwa natura we wnętrzu (ok. 1935-39), olej na płótnie, 80×100[38][71]
- Jarmark, 25×35, akwarela, gwasz, tusz na papierze, w zbiorach Galerii Rynek Sztuki w Łodzi[72]

Dzieła Efraima
- Kulisy
- Widok z okna (przed 1934), olej na płótnie, 98,3×79,3[43][73]
- Martwa natura (ok. 1930), 80,5×71[46][74],
- Martwa natura z prymulką (1934), olej na płótnie, 70×49[38][75]
- Chłopiec z lampą naftową[61]
- Akt
- Chłopiec puszczający bańki mydlane[49]
- Julka, w zbiorach Państwowego Muzeum Ermitażu[3]
- Gitarzysta
- Chłopiec
- Portret brata
- Port rybacki w Gdyni
- Motyw Helu
- Gladiole (1934)
- Studium chłopca (1933)
- Magda (1936)
- Kazimierz nad Wisłą, w zbiorach Muzeum w Ein Harod
- Sprzedawczyni jabłek, w zbiorach Muzeum w Ein Harod
- Martwa natura z zieloną butelką (ok. 1940), olej na płótnie, 57×71, w zbiorach Muzeum ASP w Warszawie[76]

Dzieła Menasze
- Chłopiec z wędką 100×83,5[43][77]
- Portret mężczyzny w kapeluszu olej na płótnie, 58,5×46,2[43][78]
- Przystań (1931), 43×47, olej ma dykcie[43][79]
- Widok na Kazimierz nad Wisłą (1930), olej na płótnie[46][80]
- Widok na Kazimierz nad Wisłą, 72,6×65,5, olej na płótnie[43][81]
- Widok na Kazimierz nad Wisłą, 72×77,2, olej na płótnie[43][82]
- Rynek w Kazimierzu (1934), olej na dykcie, 40×50, w zbiorach prywatnych[83]
- Łódka, w zbiorach Muzeum w Ein Harod
- Mulatka (1931), olej na płótnie, 60×48[43][84]
- Martwa natura (1930), olej na płótnie, 83×72[46][85]
- Zaułek w Kazimierzu nad Wisłą (ok. 1930-32), olej na sklejce, 38,9×41[43][86]
- Motyw z Helu[87]
- Widok na Wawel[88]
- Martwa natura (1940)

## Wystawy
Lista wystaw na których prezentowano prace Seidenbeutlów:
- 1922 IV Wystawa Obrazów i Rzeźb
- 1930 Towarzystwo Zachęty Sztuk Pięknych, Warszawa
- 1931 Poznań
- 1931 IPS, Łódź
- 1931 Genewa, Musee Rath
- 1933 IPS, Warszawa (dwie wystawy)
- 1933 College Art Association, Nowy Jork
- 1933 TPSP
- 1934 XIX Biennale, Wenecja
- 1934 Ryga
- 1835 Bruksela
- 1936 IPS, Warszawa
- 1936 IPS, Lwów
- 1938 Morawska Ostrawa
- 1939 IPS, Warszawa
- 1939 TPSP
- 1939 Londyn